# Александър Бох
Александър Борис Бох (на немски: Alexander Boris Boch) е германски автомобилен състезател и бизнесмен от германо-български произход, живеещ в град Смолян, България.
Участва в Българския национален шампионат на затворен маршрут, с автомобил Мицубиши Лансер ЕВО 9. Шампион на България за 2009 година в ГРУПА Х (над 1600 см³).

## Биография
Александър Бох е роден на 19 януари 1970 година в град Линдау, разположен на живописното езеро Бодензе (на немски език - Lindau am Bodensee), Бавария, Германия.
Александър е единственото дете на семейството на Херберт Алоис Бох (на немски език - Herbert Alois Boch) и българката Василка Петрова-Бох. Първи стъпки в автомобилните състезания получава от своя баща, който още като дете го води на състезания от Формула 1 в Италия.
Започва своето образование в родния Линдау, където първоначално учи в началното училище „Grundschule Reutin“, а по-късно и в местната „Боденска гимназия“ (Bodensee Gynnasioum), и гимназия „Kaufmanns Schule“ намираща се в град Ванген, Германия.

### Семеен бизнес, кариера в застраховането
За разлика от мнозина автомобилни състезатели, които започват кариерата си с картинг, и се занимават само със спорт, Александър Бох първоначално се включва в семейния бизнес, който включва магазин за италиански специалитети, наследен от неговата майка в Линдау.
Малко по-късно му се отдава възможността да започне работа в голяма застрахователна компания. Кандидатства за директор на Асоциацията на немските застрахователни фирми „HUK Verband“, за директор на офисите ѝ в България, като малко по-късно е одобрен за поста. Заминава за България през 1994 година и оглавява офиса на компанията до 1995 година, като основната цел на българското представителство е издирване и връщане на крадени от Европейския съюз автомобили.
Напуска София и се установява да живее за постоянно в град Смолян, където започва да изгражда собствен бизнес. Притежава строителна компания и бюро за недвижими имоти. Малко по-късно създава и таксиметрова компания.
От 2000 година започва да развива електронна търговия с клиенти от САЩ. В резултат започва да дистрибутира моторни масла на световните марки Motul и Yacco, които по-късно му стават основни рекламодатели.

## Личен живот
През 1996 г. се жени за Ралица Савова (сестра на DJ Дамян), с която се разделя през 1997 година. Двамата имат син Даниел, който след развода остава при майка си.
Няколко години по-късно се жени повторно, за Ралица Яликова, също от Смолян, с която имат дъщеря – Лара.